# Шаблиш (озеро)
Шаблиш — озеро в Каслинском районе Челябинской области.

## География
Расположено в восточной части Каслинского района на границе со Свердловской областью, рядом с реками Багаряк и Исток, в непосредственной близости от сёл Багаряк и Шаблиш. Рядом с озером расположены более мелкие озёра: Травяное, Куяныш, Юлаш, Червяное, Тыгиш, Большой Сунгуль и Большой Куяш.